# 2005-ös női labdarúgó-Európa-bajnokság
A 2005-ös női labdarúgó-Európa-bajnokságot június 5-e és július 19-e között rendezték Angliában. Az Eb-t az előző három tornához hasonlóan a német válogatott nyerte. A német csapatnak ez volt a hatodik Eb-győzelme. Ez volt a kilencedik női labdarúgó-Eb.

## Eredmények
A nyolc csapatot két darab négyes csoportoba sorsolták, a csoportok végeredménye körmérkőzések utána dőlt el. Az első két helyezett jutott az elődöntőbe, az elődöntő győztesei játszották a döntőt. Bronzmérkőzést nem rendeztek.

### Csoportkör
| Jelmagyarázat                                                                   |
| ------------------------------------------------------------------------------- |
| A csoportok első és második helyezettje bejutott az egyenes kieséses szakaszba. |
| A csoportok harmadik és negyedik helyezettjei kiestek.                          |

#### A csoport
| Csapat     | M | Gy | D | V | G+ | G– | Gk | P |
| ---------- | - | -- | - | - | -- | -- | -- | - |
| Svédország | 3 | 1  | 2 | 0 | 2  | 1  | +1 | 5 |
| Finnország | 3 | 1  | 1 | 1 | 4  | 4  | 0  | 4 |
| Dánia      | 3 | 1  | 1 | 1 | 4  | 4  | 0  | 4 |
| Anglia     | 3 | 1  | 0 | 2 | 4  | 5  | –1 | 3 |

- Finnország és Dánia között a sorrendet az egymás elleni eredmény határozta meg.

| 2005. június 5. |

| Svédország    | 1–1               | Dánia         |
| ------------- | ----------------- | ------------- |
| Ljungberg 21' | (1–1) Jegyzőkönyv | Rasmussen 29' |

| Bloomfield Road, Blackpool Nézőszám: 3231 Játékvezető: Kari Seitz (amerikai) |

| 2005. június 5. |

| Anglia                                     | 3–2               | Finnország               |
| ------------------------------------------ | ----------------- | ------------------------ |
| Valkonen 18' (öngól) Barr 40' Carney 90+1' | (2–0) Jegyzőkönyv | Rantanen 56' Kalmari 88' |

| City of Manchester Stadium, Manchester Nézőszám: 29 092 Játékvezető: Gaál Gyöngyi (magyar) |

| 2005. június 8. |

| Anglia                  | 1–2               | Dánia                        |
| ----------------------- | ----------------- | ---------------------------- |
| Williams 52' (11-esből) | (0–0) Jegyzőkönyv | M. Pedersen 80' Sørensen 88' |

| Ewood Park, Blackburn Nézőszám: 14 695 Játékvezető: Alexandra Ihringová (szlovák) |

| 2005. június 8. |

| Svédország | 0–0         | Finnország |
| ---------- | ----------- | ---------- |
|            | Jegyzőkönyv |            |

| Bloomfield Road, Blackpool Nézőszám: 1491 Játékvezető: Dagmar Damková (cseh) |

| 2005. június 11. |

| Anglia | 0–1               | Svédország  |
| ------ | ----------------- | ----------- |
|        | (0–1) Jegyzőkönyv | Sjöström 3' |

| Ewood Park, Blackburn Nézőszám: 25 694 Játékvezető: Nicole Petignat (svájci) |

| 2005. június 11. |

| Finnország            | 2–1               | Dánia        |
| --------------------- | ----------------- | ------------ |
| Kalmari 6' Kackur 16' | (2–1) Jegyzőkönyv | Sørensen 45' |

| Bloomfield Road, Blackpool Nézőszám: 2500 Játékvezető: Alexandra Ihringová (szlovák) |

#### B csoport
| Csapat        | M | Gy | D | V | G+ | G– | Gk | P |
| ------------- | - | -- | - | - | -- | -- | -- | - |
| Németország   | 3 | 3  | 0 | 0 | 8  | 0  | +8 | 9 |
| Norvégia      | 3 | 1  | 1 | 1 | 6  | 5  | +1 | 4 |
| Franciaország | 3 | 1  | 1 | 1 | 4  | 5  | –1 | 4 |
| Olaszország   | 3 | 0  | 0 | 3 | 4  | 12 | –8 | 0 |

| 2005. június 6. |

| Németország | 1–0               | Norvégia |
| ----------- | ----------------- | -------- |
| Pohlers 61' | (0–0) Jegyzőkönyv |          |

| Halliwell Jones Stadium, Warrington Nézőszám: 1600 Játékvezető: Nicole Petignat (svájci) |

| 2005. június 6. |

| Franciaország             | 3–1               | Olaszország    |
| ------------------------- | ----------------- | -------------- |
| Lattaf 16' Pichon 20' 30' | (3–0) Jegyzőkönyv | Di Filippo 83' |

| Deepdale, Preston Nézőszám: 957 Játékvezető: Wendy Toms (angol) |

| 2005. június 9. |

| Németország                                | 4–0               | Olaszország |
| ------------------------------------------ | ----------------- | ----------- |
| Prinz 11' Pohlers 18' Jones 55' Mittag 74' | (2–0) Jegyzőkönyv |             |

| Deepdale, Preston Nézőszám: 1279 Játékvezető: Kari Seitz (amerikai) |

| 2005. június 9. |

| Norvégia      | 1–1               | Franciaország      |
| ------------- | ----------------- | ------------------ |
| Herlovsen 66' | (0–1) Jegyzőkönyv | Mugneret-Béghé 20' |

| Halliwell Jones Stadium, Warrington Nézőszám: 3263 Játékvezető: Gaál Gyöngyi (magyar) |

| 2005. június 12. |

| Franciaország | 0–3               | Németország                               |
| ------------- | ----------------- | ----------------------------------------- |
|               | (0–0) Jegyzőkönyv | Grings 72' Lingor 77' (p11en) Minnert 83' |

| Halliwell Jones Stadium, Warrington Nézőszám: 3835 Játékvezető: Floarea Cristina Ionescu (román) |

| 2005. június 12. |

| Norvégia                                                      | 5–3               | Olaszország                     |
| ------------------------------------------------------------- | ----------------- | ------------------------------- |
| Klaveness 7' 57' Christensen 29' Gulbrandsen 35' Mellgren 44' | (4–1) Jegyzőkönyv | Gabbiadini 8' 53' Camporese 69' |

| Deepdale, Preston Nézőszám: 1154 Játékvezető: Dagmar Damková (cseh) |

### Egyenes kieséses szakasz

#### Elődöntők
| 2005. június 15. |

| Németország                        | 4–1               | Finnország   |
| ---------------------------------- | ----------------- | ------------ |
| Grings 3' 12' Pohlers 8' Prinz 62' | (3–1) Jegyzőkönyv | Mustonen 15' |

| Deepdale, Preston Nézőszám: 2785 Játékvezető: Dagmar Damková (cseh) |

| 2005. június 16. |

| Svédország        | 2–3 (h. u.)                 | Norvégia                            |
| ----------------- | --------------------------- | ----------------------------------- |
| Ljungberg 43' 89' | (1–1, 2–2, 2–2) Jegyzőkönyv | Gulbrandsen 41', 109' Herlovsen 65' |

| Halliwell Jones Stadium, Warrington Nézőszám: 5722 Játékvezető: Kari Seitz (amerikai) |

#### Döntő
| 2005. június 19. |

| Németország                     | 3–1   | Norvégia     |
| ------------------------------- | ----- | ------------ |
| Grings 21' Lingor 24' Prinz 63' | (2–1) | Mellgren 41' |

| Ewood Park, Blackburn Nézőszám: 21 105 Játékvezető: Alexandra Ihringová (szlovák) |

| A 2005-ös női labdarúgó-Európa-bajnokság győztese |
| ------------------------------------------------- |
| · Németország · 6. cím                            |

### Gólszerzők
4 gólos
-  Inka Grings

3 gólos
-  Conny Pohlers
-  Birgit Prinz
-  Solveig Gulbrandsen
-  Hanna Ljungberg

2 gólos
-  Cathrine Paaske-Sørensen
-  Laura Kalmari
-  Marinette Pichon
-  Renate Lingor
-  Melania Gabbiadini
-  Isabell Herlovsen
-  Lise Klaveness
-  Dagny Mellgren

1 gólos
-  Merete Pedersen
-  Johanna Rasmussen
-  Amanda Barr
-  Karen Carney
-  Fara Williams
-  Heidi Kackur
-  Minna Mustonen
-  Anna-Kaisa Rantanen
-  Stéphanie Mugneret-Béghé
-  Hoda Lattaf
-  Stephanie Jones
-  Sandra Minnert
-  Anja Mittag
-  Elisa Camporese
-  Sara Di Filippo
-  Heidi Christensen
-  Anna Sjöström

1 öngólos
-  Sanna Valkonen (Anglia ellen)